# Mariana Harder-Kühnel

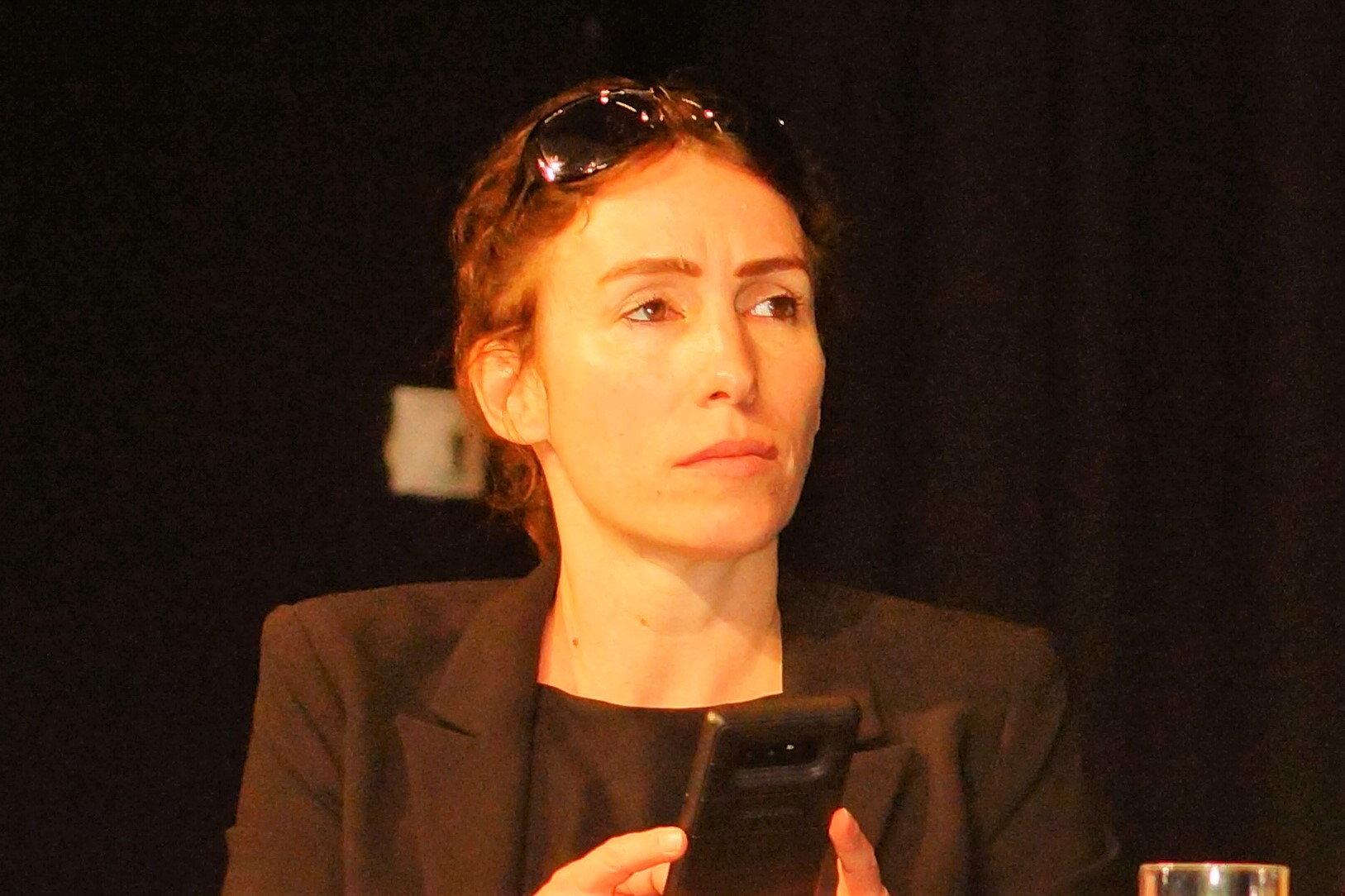
Mariana Harder-Kühnel

Mariana Harder-Kühnel (nascida em 16 de agosto de 1974) é uma política alemã (AfD). Desde 24 de outubro de 2017, ela é membro do Bundestag.
Em novembro de 2018, a AfD indicou, sem sucesso, Harder-Kühnel para o cargo vago de um dos vice-presidentes do Bundestag.
Harder-Kühnel é casada e tem três filhos. Ela é uma católica romana praticante.